# یکاترینا کیبالو
یکاترینا کیبالو (به انگلیسی: Yekaterina Kibalo) (زادهٔ ۱۸ مارس ۱۹۸۲) شناگر اهل روسیه است.